# Патнам (Оклахома)
Патнам (англ. Putnam) — місто (англ. town) в США, в окрузі Дьюї штату Оклахома. Населення — 30 осіб (2020).

## Географія
Патнам розташований за координатами 35°51′21″ пн. ш. 98°58′5″ зх. д. / 35.85583° пн. ш. 98.96806° зх. д. (35.855893, -98.967941).  За даними Бюро перепису населення США в 2010 році місто мало площу 0,26 км², уся площа — суходіл.

## Демографія
Згідно з переписом 2010 року, у місті мешкало 29 осіб у 16 домогосподарствах у складі 10 родин. Густота населення становила 112 особи/км².  Було 24 помешкання (92/км²).
Расовий склад населення:
| - 93,1 % — білих - 6,9 % — осіб інших рас |

До двох чи більше рас належало 0,0 %. Частка іспаномовних становила 6,9 % від усіх жителів.
За віковим діапазоном населення розподілялося таким чином: 3,4 % — особи молодші 18 років, 69,0 % — особи у віці 18—64 років, 27,6 % — особи у віці 65 років та старші. Медіана віку мешканця становила 56,3 року. На 100 осіб жіночої статі у місті припадало 123,1 чоловіків;  на 100 жінок у віці від 18 років та старших — 133,3 чоловіків також старших 18 років.
Цивільне працевлаштоване населення становило 15 осіб. Основні галузі зайнятості: публічна адміністрація — 33,3 %, будівництво — 26,7 %, сільське господарство, лісництво, риболовля — 26,7 %.